# Гробница Авессалома
Гробница Авессалома («Яд Авшалом» — память Авессалома) — древнее монументальное надгробие в иерусалимской Кедронской долине, у подножия Масличной горы, рядом с другими монументальными гробницами, такими как гробница Бней Хейзир и гробница Захарии. По преданию, это сооружение ассоциируется со столпом, воздвигнутым Авессаломом, сыном Давида; однако по археологическим и архитектурным признакам оно соответствует приблизительно I веку до н. э., что на сотни лет позже смерти Авессалома.

## Описание постройки

### Внешний вид
Сооружение высечено в скале так, что его передняя часть смотрит наружу, в сторону Храмовой горы, тогда как остальные три стороны остались окружены скалой, из которой оно высечено. Расстояние в 2,5 — 3 метра отделяет скалу от гробницы.

Здание состоит из двух частей, общей высотой 19,7 метра. Нижняя часть полностью вытесана из самой скалы, тогда как верхняя достроена из каменных блоков. Нижняя часть в свою очередь состоит из фундамента, высотой (с открытой стороны) до полутора метров и с длиной ребра примерно в 7,5 м; стилобата высотой в полметра и длиной ребра 6,5 м, на котором стоят стены гробницы. 
Стены украшены пилястрами в греческом стиле, по два с каждой стороны, квадратными колоннами по углам, к которым прилегают по четверти цилиндрической колонны с каждой стороны. Как принято в высеченных в скале зданиях, колонны неканнелированные. Антаблемент состоит из гладкого архитрава, дорического фриза и египетского карниза. Каждое ребро фриза поделено на 14 триглифов и 13 метоп, и в каждой метопе вырезано круглое изображение. Над фризом вырезан египетский карниз, который немного выпирает над всей частью здания, стоящей на фундаменте. Над карнизом монолитная часть продолжается ещё несколько сантиметров, поддерживая верхнюю часть здания.
Верхняя часть построена из больших каменных блоков, гладко выточенных, соединённых тонким слоем глины; с внутренней стороны зазоры между блоками заполнены битым камнем и глиной. Низ верхней пристройки продолжает монолитную часть здания, сохраняя квадратную форму и ширину ребра в 6 м, и имеет высоту два метра. Около юго-восточного её угла находится вход. Над квадратной частью здание принимает круглую форму. Вначале — цилиндрическую, диаметр которой немного меньше шести метров, а высота — около 2,5 м. Цилиндр имеет три элемента украшения: низ его стоит на стилизованном фундаменте, который практически не сохранился до наших дней; по середине цилиндра проходит карниз наподобие того, что завершает нижнюю часть здания, а верхнюю часть обрамляет резной карниз в форме плетеной верёвки. Над цилиндрической частью находится купол, который имеет форму вытянутого конуса высотой 6 м, на вершине которого установлен вырезанный из камня цветок лотоса. Диаметр вершины купола приблизительно 80 см. Большая часть купола сделана из одного каменного блока, высотой около четырёх метров. Вокруг его вершины есть ещё одна «верёвка». Внутри цветок лотоса полый, что даёт основание полагать, что в него была вставлена ещё одна деталь. По некоторым мнениям, это была рука, что связано с игрой слов в названии гробницы (древнееврейское слово «яд» можно перевести как «память» или как «рука»).

### Внутри гробницы
Кроме входа, находящегося с южной стороны в достроенной части, всё помещение гробницы полностью выбито в монолитной части здания. От входа, несколько камней из которого были выбиты, чтобы расширить его, лестница ведет к погребальной комнате. В конце её есть углубление, где ранее была установлена ось каменной двери; в потолке также есть такое углубление. Дверь была убрана позднее, когда была высечена ещё одна ступень. Форма погребальной комнаты — почти кубическая, с ребром чуть меньше двух с половиной метров.